# Lophochernes laciniosus
Espèce
Synonymes
- Chelifer laciniosus Tullgren, 1912

Lophochernes laciniosus est une espèce de pseudoscorpions de la famille des Cheliferidae.

## Distribution
Cette espèce est endémique de Java en Indonésie. Elle se rencontre vers Nongkejajar.

## Publication originale
- Tullgren, 1912 : Einige Chelonethiden aus Java und Krakatau. Notes from the Leyden Museum, vol. 34, p. 259-267 (texte intégral).